# Johannes Theodor Reinhardt
Pour les articles homonymes, voir Reinhardt.
Johannes Theodor Reinhardt est un zoologiste danois, né le 3 décembre 1816 à Copenhague et mort le 23 octobre 1882  à Frederiksberg, près de Copenhague.

## Biographie
Son père, Johannes Christopher Hagemann Reinhardt (1776-1845), est originaire de Norvège, alors sous domination danoise, est professeur de zoologie à l'université de Copenhague. Malgré les encouragements de son père, il ne réussit pas à terminer ses études.
Il part, en 1845, pour une exploration autour du monde à bord du vaisseau hollandais Galathea et visite l'Inde, les Philippines, la Chine, le Japon, les îles Sandwich et l'Amérique du Sud.
Il publie en 1861 le compte rendu de ses observations sur les insectes et les vertébrés et notamment Bidrag til Kundskab om Brasiliens Padder og Krybdyr, cosigné avec Christian Frederik Lütken (1827-1901).
Il revient à Copenhague en 1847 et obtient la charge de conservateur des vertébrés terrestres au Muséum royal d'histoire naturelle, puis maître-assistant en zoologie de 1856 à 1878 à l'école polytechnique. Parallèlement à ces activités, il est maître-assistant de 1861 à 1865 puis professeur de zoologie de 1865 à 1882 à l'université de Copenhague.
Reinhardt retourne au Brésil deux fois, de 1850 à 1852 et de 1854 à 1856 et contribue considérablement à enrichir les collections du Muséum royal. Reinhardt publie de nombreux travaux herpétologiques et particulièrement sur les serpents. Il décrit notamment de nombreuses espèces collectées en Afrique et sur d'autres continents par des négociants hollandais.
Il soutient activement les thèses de Charles Darwin.

## Liste partielle des publications
- 1830 : Om Grönlands Fiske. In: H. C. Örsted. Overs. Danske Vidensk. Selsk. Forhandl Kjobenhavn, 1829–1830 : 15–20.
- 1836 : [Om den Islandske Vaagmaer.--Ichthyologiske bidrag til Grönlands fauna]. Overs. Kgl. Danske Vidensk. Selsk. Forhand. (Copenhague) pour 1835-1836 : 8-12. [publié également en 1837 dans Kgl. Danske Vidensk. Selsk. Natur. Math. Afhandl., v. 6 : cvii-cxi.]
- 1837 : Ichthyologiske bidrag til den Grönlandske fauna. Indledning, indeholdende tillaeg og forandringer i den fabriciske fortegnelse paa Grönlandske hvirveldyr. Kgl. Danske Vidensk. Selsk. Natur. Math. Afhandl., v. 7 : 83–196.